# Thunderbirds (TV-serie)
Thunderbirds är en animerad brittisk science fiction-serie i 32 avsnitt som ursprungligen sändes av brittiska ITV 1965-1966.

## Handling
Serien utspelar sig 2065 och handlar om  International Rescue (sv. Thunderbirdpatrullen), en hemlig organisation som räddar folk i extrem knipa. 
Organisationen leds av före detta astronauten Jeff Tracy och består av hans fem söner och det unga geniet Brains. Vid behov kallar man på den vackra London-agenten lady Penelope Creighton-Ward. En ofta förekommande skurk i serien är Hood som har förmåga att använda telepati och är mästare på förklädnader.

## Produktion
Serien producerades av ett bolag som tidigare hette AP Films, men som bytte namn till Century 21 Productions strax innan Thunderbirds började sändas. Det som skiljer sig från många andra serier är att man använder marionetter som "skådespelare". Serien sändes ursprungligen av det kommersiella tv-nätverket ITV, och allra först av ATV Midlands 26 september 1965 - 25 december 1966. 
Serien visades i Sverige i TV4 mellan 1994 och 1996 med svenskt tal. Serien har även visats på TV4 Science Fiction med originalröster.

## Uppföljare
TV-serien följdes senare av två filmer, Thunderbirds Are GO (1966) och Thunderbird 6 (1968). 
År 2004 kom spelfilmen Thunderbirds.
2015 gjordes en uppdaterad remake av 60-talsserien som använder sig av en kombination av datoranimation och skalmodeller. Originaltiteln för denna remake är "Thunderbirds Are Go" men sänds i SVT Barnkanalen sedan 2016 med titeln "Thunderbirds".

## Farkoster

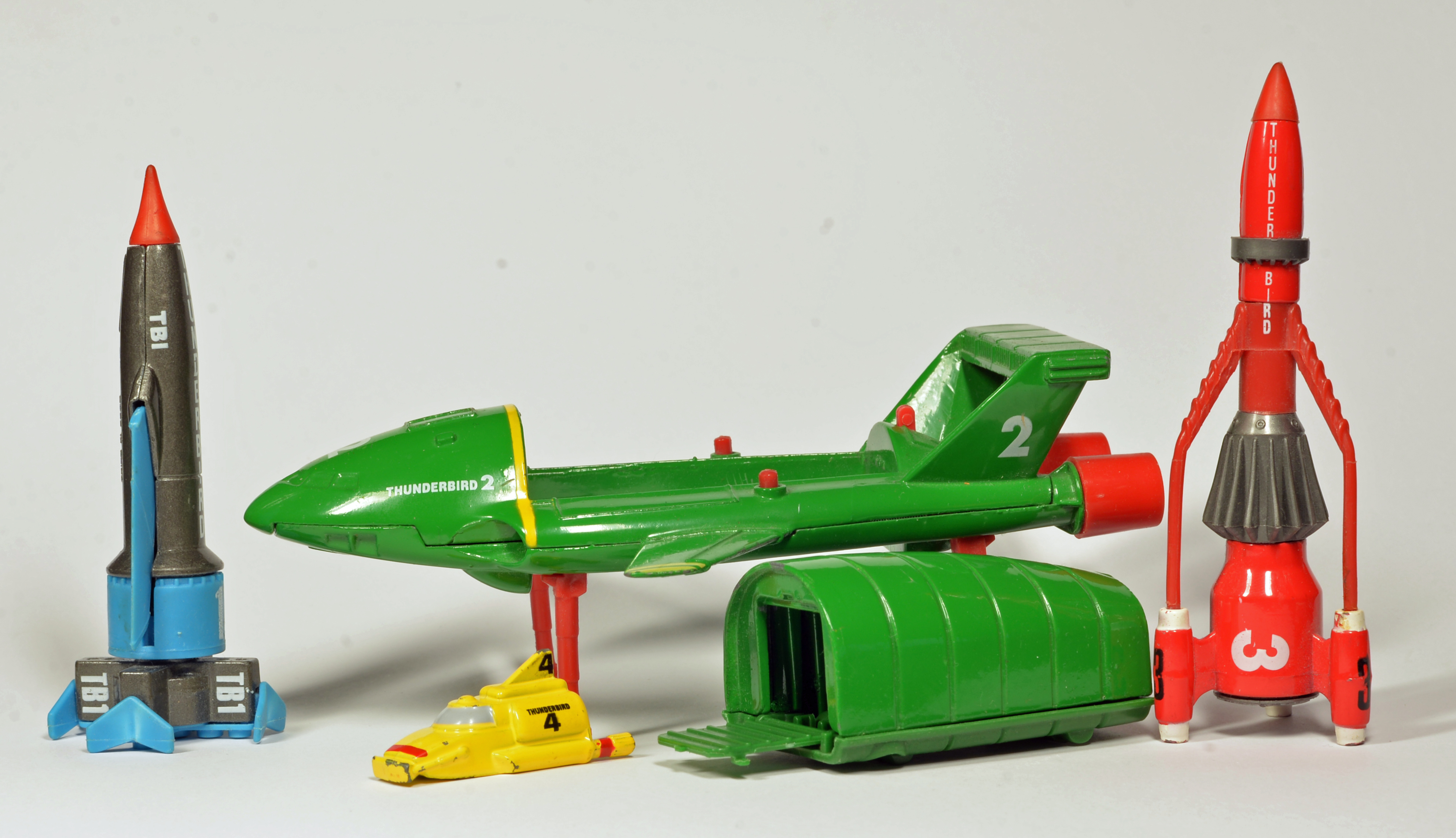
Thunderbird 1, 2, 3 & 4

Organisationen har ett antal olika farkoster till sitt förfogande:
- Thunderbird 1, ett hypersoniskt raketflygplan som kan landa och starta vertikalt. Piloten är Scott Tracy.
- Thunderbird 2, ett stort, hypersoniskt transportflygplan som kan landa och starta som ett flygplan eller en helikopter och transporterar mindre fordon och utrustning. Piloten är Virgil Tracy.
- Thunderbird 3, en enstegs rymdraket som har en hastighet på minst 11 km i sekunden (jordens flykthastighet). Den kan flyga mycket långt, till och med ända till solen. Den bemannas av astronauterna Alan Tracy och John Tracy. Den kan docka med Thunderbird 5.
- Thunderbird 4, en liten ubåt som kan rädda folk under havet. Den transporteras till sin plats med hjälp av Thunderbird 2. Dess pilot är "aquanauten" Gordon Tracy.
- Thunderbird 5, en rymdstation i omloppsbana runt jorden. Rymdstationen avlyssnar all radiotrafik på jorden och reagerar på den som kallar Thunderbirdpatrullen till hjälp. Vanligtvis är den bemannad av John Tracy, men den kan också ha Alan ombord.
- Thunderbird 6 förekommer i långfilmen Thunderbird 6 från 1968. Det är Alan Tracys veteranflygplan av typen Tiger Moth.

Organisationen har även en stor mängd mindre special fordon för olika ändamål. Dessa fraktas vanligen ombord på Thunderbird 2. Några av de viktigaste är:
- Mole, en stor tunnelgrävande maskin som används för att rädda folk under jord.
- Firefly, en eldsäker bulldozer för brandbekämpning. Den kan avfyra nitroglyceringranater för att släcka brinnande oljekällor.

## Avsnitt

### Säsong 1
- 1.  Trapped in The Sky (manus Gerry & Sylvia Anderson)
- 2.  The Pit of Peril (manus Alan Fennell)
- 3.  City of Fire (manus Alan Fennell)
- 4.  Sun Probe (manus Alan Fennell)
- 5.  The Uninvited (manus Alan Fennell)
- 6.  The Mighty Atom (manus Dennis Spooner)
- 7.  Vault of Death (manus Dennis Spooner)
- 8.  Operation Crash-Dive (manus Martin Crump)
- 9.  Move - And You're Dead! (manus Alan Pattillo)
- 10. Martian Invasion (manus Alan Fennell)
- 11. Brink of Disaster (manus Alan Fennell)
- 12. The Perils of Penelope (manus Alan Pattillo)
- 13. Terror in New York City (manus Alan Fennell)
- 14. End of The Road (manus Dennis Spooner)
- 15. Day of Disaster (manus Dennis Spooner)
- 16. Edge of Impact (manus Donald Robertson)
- 17. Desperate Intruder (manus Donald Robertson)
- 18. 30 Minutes After Noon (manus Alan Fennell)
- 19. The Imposters (manus Dennis Spooner)
- 20. The Man From MI.5 (manus Alan Fennell)
- 21. Cry Wolf (manus Dennis Spooner)
- 22. Danger at Ocean Deep (manus Donald Robertson)
- 23. The Duchess' Assignment (manus Martin Crump)
- 24. Attack of The Alligators! (manus Alan Pattillo)
- 25. The Cham-Cham (manus Alan Pattillo)
- 26. Security Hazard (manus Alan Pattillo)

### Säsong 2
- 27. Atlantic Inferno (manus Alan Fennell)
- 28. Path of Destruction (manus Donald Robertson)
- 29. Alias Mr. Hackenbacker (manus Alan Pattillo)
- 30. Lord Parker's 'Oliday (manus Tony Barwick)
- 31. Ricochet (manus Tony Barwick)
- 32. Give or Take a Million (manus Alan Pattillo)

## Engelska röster
- Peter Dyneley - Jeff Tracy / varierande rollfigurer
- Sylvia Anderson - Lady Penelope Creighton-Ward / varierande rollfigurer
- Shane Rimmer - Scott Tracy / varierande rollfigurer
- David Holliday - Virgil Tracy (1965) / varierande rollfigurer
- Jeremy Wilkin - Virgil Tracy (1966) / varierande rollfigurer
- Matt Zimmerman - Alan Tracy / varierande rollfigurer
- David Graham - Gordon Tracy / Brains / Parker / Kyrano / varierande rollfigurer
- Ray Barrett - John Tracy / The Hood / varierande rollfigurer
- Christine Finn - Tin-Tin / Grandma / varierande rollfigurer
- John Tate - Varierande rollfigurer
- Charles Tingwell - Varierande rollfigurer (1966)
- Paul Maxwell - Varierande rollfigurer (1966)

## Svenska röster
- Berättare - Gunnar Ernblad
- Jeff Tracy - Per Sandborgh
- Scott Tracy - Fredrik Dolk
- John Tracy - Dick Eriksson
- Virgil Tracy - Per Sandborgh
- Gordon Tracy - Gunnar Ernblad
- Alan Tracy - Dick Eriksson
- IQ (Brains) - Jan Nygren
- Hood - Gunnar Ernblad
- Lady Penelope - Louise Raeder
- Parker - Gunnar Ernblad
- Kyrano - Jan Nygren
- Tin-Tin - Louise Raeder